# Feuerung
Eine Feuerung oder Feuerstätte ist eine technische Vorrichtung zur Wärmeerzeugung durch Verbrennung geeigneter Brennstoffe.
Der zahlenmäßig größte Anteil von Feuerstätten dient der Gebäudeheizung und Wassererwärmung. Früher waren Öfen und Herde üblich, die später durch Heizkessel und Warmwasserheizungen ersetzt wurden.
Heute überwiegen Öl- und Gasheizungen, letztere in Form von Gasthermen und Brennwertheizungen. Vermehrt werden Pellet- und Hackschnitzelheizungen eingesetzt, um den Verbrauch fossiler Brennstoffe zu reduzieren.
Moderne Feuerungsanlagen sind mit geregelten Gebläsen ausgestattet, um eine genauere Steuerung zu ermöglichen, die unter anderem die Brennwerttechnik erfordert. (Saugzug-)Feuerungen ohne Gebläse werden als atmosphärische Brenner oder Naturzugbrenner bezeichnet.

## Großfeuerungsanlagen oder Kleinfeuerungsanlagen
Die gesetzlichen Vorschriften unterscheiden teilweise zwischen Groß- und Kleinfeuerungsanlagen. Die Grenzen werden dabei uneinheitlich festgelegt.

### Deutschland
Die Erste Verordnung zur Durchführung des Bundes-Immissionsschutzgesetzes (die Verordnung über kleine und mittlere Feuerungsanlagen, umgangssprachlich auch Kleinfeuerungsanlagenverordnung, kurz 1. BImSchV) definiert Kleinfeuerungsanlagen (abgekürzt: KFA). Diese Verordnung gilt für:
- Feuerungsanlagen für Holz und Kohle unter 1 Megawatt (MW) Feuerungswärmeleistung,
- Anlagen für Stroh, Getreide und ähnliche pflanzliche Brennstoffe unter 0,1 MW Feuerungswärmeleistung,
- Öl- und Gasfeuerungsanlagen mit einer Feuerungswärmeleistung unter 20 MW.

Für Großfeuerungsanlagen (abgekürzt: GFA) gilt die Verordnung über Großfeuerungs-, Gasturbinen- und Verbrennungsmotoranlagen (13. BImSchV).
Zum 22. März 2010 wurde die 1. BImSchV novelliert. Es traten verschärfte Anforderungen und auch Nachrüstverpflichtungen für bestehende Altanlagen in Kraft. Es gibt Übergangsregelungen bis 2025. Bestimmte Aufgaben müssen seit 2008 nicht mehr von einem Bezirksschornsteinfegermeister übernommen, sondern können auch einem anderen Schornsteinfeger übertragen werden.

### Österreich
Die österreichische Feuerungsanlagen-Verordnung gilt bundesweit für Feuerungsanlagen in gewerberechtlich genehmigten Betriebsanlagen und differenziert Anlagen nach Größenordnungen. Die Zulassung von Kleinfeuerungsanlagen für Raumwärme- und Warmwasserbereitung wird von den Bundesländern geregelt; alle neun Bundesländer haben sich mit der „Vereinbarung gemäß Art. 15a B-VG über das Inverkehrbringen von Kleinfeuerungsanlagen“ auf einheitliche Bestimmungen geeinigt aber u. U. noch nicht umgesetzt, diese enthält folgende Definition: „Kleinfeuerungsanlagen sind technische Einrichtungen bis zu einer Brennstoffwärmeleistung von 400 kW, die zum Zwecke der Gewinnung von Nutzwärme für die Raumheizung oder zur Warmwasserbereitung bestimmt sind.“

### Schweiz
Die schweizerische Luftreinhalte-Verordnung (LRV) enthält unterschiedliche Regelungen für Feuerungen und Feuerstätten. Dies betrifft die vorsorgliche Emissionsbegrenzung bei Anlagen, welche die Luft verunreinigen, die Abfallverbrennung im Freien, die Anforderungen an Brenn- und Treibstoffen, die höchstzulässige Belastung der Luft (Immissionsgrenzwerte), sowie das Vorgehen für den Fall, dass die Immissionen übermäßig sind.

## Einteilung nach der Brennstoffart

### Gasfeuerung

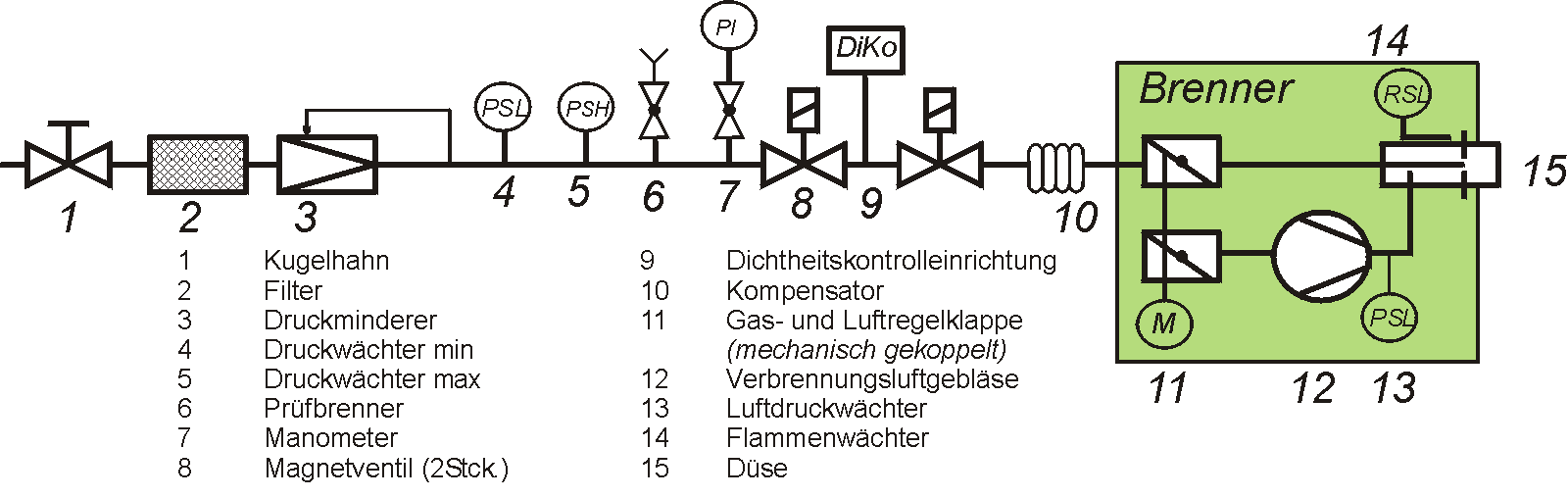
Gasregel- sowie -sicherheitsstrecke und Gasbrenner

Seit dem Ausbau des Gasnetzes in den 1960er und 1970er Jahren ist Erdgas an den meisten Standorten verfügbar. Erdgasfeuerungen haben folgende Vorteile gegenüber Feuerungen mit anderen Brennstoffen:
- Es entfällt die Brennstofflagerung.
- Bei der Verbrennung fällt keine Asche und bei korrekter Brennereinstellung kaum Ruß an. Eine Reinigung des Brenners und des Feuerungsraumes ist trotzdem jährlich erforderlich.

Moderne Erdgas-Feuerungen sind wenig störanfällig. Im Gegensatz zu Feuerungen für Festbrennstoffe war Beaufsichtigung und Eingriff durch Heizer oder Kesselwärter nicht erforderlich, so dass viele kleine und mittlere kohlebefeuerte Kesselanlagen auf Gasfeuerung umgestellt wurden. Pellet- und Hackschnitzelheizungen werden allerdings heute ebenfalls mit automatisierter Brennstoffzufuhr installiert.
Erdgasfeuerungen mit Wärmeleistungen bis 20 MW unterliegen in Deutschland der Verordnung über kleine und mittlere Feuerungsanlagen (1. BImSchV). Die zulässige Emission von Stickstoffoxiden (NOx) ist begrenzt auf 80–150 mg pro m³ Abgas abhängig von der Leistung bzw. der Betriebstemperatur des Kessels. Feuerungsanlagen über 20 MW sind genehmigungspflichtig.

#### Andere gasförmige Brennstoffe
Neben Erdgas werden auch andere Gase verfeuert, nämlich:
- Flüssiggas; Beim Betrieb von Brennern kleiner Leistung kann die Dampfphase aus dem Flüssiggaslagerbehälter direkt abgezogen und dem Brenner zugeleitet werden. Leistungsstarke Brenner werden selten mit Flüssiggas betrieben, da die Anforderungen an die Lagerung und Förderung des Gases zunehmen. Die Lagerung von Flüssiggas in Anlagen mit mehr als 3 t ist nur noch in erdgedeckten Behältern zulässig. Die Entnahme einer größeren Gasmenge kann nur über die Flüssigphase erfolgen; diese durchläuft einen Verdampfer.
- Teilgereinigtes Kokereigas; bei diesem Gas sind insbesondere das Ausfallen von Teerölen, ein hoher Schwefelgehalt, Restbenzol und eine stärkere Bildung von Stickoxiden zu berücksichtigen. Die eingesetzten Dichtungen müssen gegenüber Benzol beständig sein. Es müssen ggf. Maßnahmen zu Reduzierung der Emissionen ergriffen werden.
- Stadtgas ist gereinigtes Kokereigas, das zum größten Teil aus Wasserstoff, Methan und Kohlenmonoxid besteht. Wenn das Gas mit gleichbleibender Qualität geliefert wird, ist die Verbrennung unproblematisch.
- Grubengas wird aus offenen und stillgelegten Bergwerken abgesaugt. Insbesondere auf Grund eines variierenden Luftanteils kann der Heizwert sehr stark schwanken. Daher muss eine O2-Regelung für so befeuerte Kessel vorgesehen werden. Wenn die Zuführung eines Gases mit einem Sauerstoffgehalt unterhalb der oberen Explosionsgrenze möglich ist, dann müssen geeignete Explosionsschutzmaßnahmen (Flammendurchschlagsicherung, Konzentrationsmessungen) vorgesehen werden.
- Klärgas kann auch zur Feuerung von Dampfkesseln verwendet werden. Es muss berücksichtigt werden, dass der Heizwert schwanken kann. Wenn ein Sauerstoffeinbruch nicht auszuschließen ist, müssen Explosionsschutzmaßnahmen vorgesehen werden. Ferner ist zu berücksichtigen, dass das Gas einen Schwefelwasserstoffanteil aufweist, der zu Korrosionen in der Gasstrecke führen kann.
- Deponiegas (siehe Anmerkungen zu Klärgas),
- Biogas (siehe Anmerkungen zu Klärgas).

#### Gasregelstrecke
Eine Gasregelstrecke – auch Gasrampe genannt – enthält Regel- und Sicherheitseinrichtungen (siehe Grafik), um eine sichere und definierte Verbrennung in dem angeschlossenen Dampf- oder Heißwasserkessel zu erreichen. Sie besteht in der Regel aus Gasdoppelventil, Gasdruckwächter-max (optional), Gasfilter, Gaskugelhahn, Druckregler (Niederdruck-Mitteldruckregler) oder auch Druckminderer, Thermische Absperreinrichtung (TAE) und Gaszähler. Der Druckminderer wird eingebaut, um unabhängig von wechselnden Vordrücken einen gleichbleibenden Gasdruck vor dem Brenner sicherzustellen. Bei Änderung des Gasdruckes würde sich das Gas- und Luftverhältnis am Brenner ändern. Dann kann entweder eine instabile Flamme oder eine stark rußende Verbrennung mit CO-Bildung auftreten. Wenn der abgesicherte Gasvordruck größer sein kann als der zulässige Betriebsdruck der Komponenten der Gasstrecke, dann muss zusätzlich ein Sicherheitsabsperrventil (SAV) und Sicherheitsabblaseventil (SBV) vor dem Regler installiert werden.
Durch Druckwächter muss der minimal und maximal zulässige Gasdruck überwacht werden, falls der Gasdruckregler einen Defekt zeigt. Beim Stillstand oder bei der Vorbelüftung darf kein Gas in den Feuerungsraum gelangen, da ansonsten eine Verpuffung erfolgen kann. Daher müssen die Magnetventile in der Gasstrecke sicher schließen. Aus Sicherheitsgründen sind die Gasmagnetventile doppelt vorhanden, und im Brennerablaufprogramm wird vor jedem Brennerstart nach auslösen der Wächterkette geprüft, ob die Ventile dicht sind (Gasdichtheitskontrolle).

#### Gasbrenner
Für Wärmeleistungen bis rund 10 MW werden Monoblockbrenner eingesetzt. Bei diesen ist das Verbrennungsluftgebläse im Brenner integriert. Bei größeren Brennern wird das Gebläse getrennt aufgestellt. Während bei Brennern geringerer Leistung mit der Hauptflamme in Kleinlaststellung gezündet wird, verwendet man bei großen Leistungen separate Zündbrenner.
Gasbrenner kleiner Leistung (< 1 MW) sind mit einer einfachen Stufenleistungsregelung (meist 2 Stufen) ausgerüstet, die abhängig vom Dampfdruck im Kessel zu- oder abgeschaltet werden. Für größere Wärmeleistungen werden kontinuierlich geregelte Brenner (modulierende Brenner) eingesetzt. Bei älteren Anlagen sind die Regelklappen für Gas und Luft über Stangen mechanisch gekoppelt (mechanischer Verbund). Das Brennstoff-Luft-Verhältnis wird über eine Kurvenscheibe eingestellt. Die Einstellung erfolgt so, dass sich immer ein Luftüberschuss von rund 5 % einstellt. Mittlerweile werden Gasbrenner mit elektronischem Verbund verwendet. Statt der mechanischen Kopplung der Regelklappen werden für den Gas- und Luftweg separate elektrisch betätigte Stellventile verwendet. Zur Einstellung der Regelventile werden bei verschiedenen Leistungen die Öffnungswinkel für die optimalen Verbrennungsparametern ermittelt und die elektronische Brennersteuerung wird mit den Werten parametriert. Da das Brennstoff-Luft-Verhältnis ein sicherheitsgerichteter Parameter ist, muss die richtige Ventilstellung an die Steuerung zurückgemeldet werden, wozu z. B. Potentiometer an den Stellantrieben verwendet werden.
Um das Luftverhältnis möglichst niedrig zu halten und Abgasverluste zu reduzieren, wird der Regelung des Brennstoff-Luft-Verhältnisses eine O2-Regelung überlagert, um die Störgrößen Brennwert des Gases, Temperaturen und Gasdruck zu kompensieren. Der Restsauerstoff im Abgas wird auf etwa 2 % reduziert. Da die Abgasmenge reduziert wird, erhöht sich der Wirkungsgrad der Verbrennung, und das Verbrennungsluftgebläse benötigt weniger Energie.
Eine Erweiterung der O2-Regelung, stellt die sogenannte CO-Regelung dar. Diese reduziert soweit den Restsauerstoff im Abgas bis kurz vor die CO-Kante. Diese wird mit Hilfe einer zusätzlichen CO-Sonde im Abgas detektiert. Damit wird die Feuerung immer am optimalen Verbrennungspunkt geführt und so noch weiter CO2 und Energie gegenüber der O2-Regelung eingespart. Diese Art der Regelung ist allerdings nur mit gasförmigen Brennstoffen möglich.
Bei größeren Brennern ist der die Verwendung einer Frequenzsteuerung für den Lüftermotor Stand der Technik, um den Wirkungsgrad der Luftförderung zu erhöhen. Die Drehzahl muss bei dieser Anordnung mit einer Drehzahlaufnehmer in der Verbundregelung überwacht werden.
Eine Spezialform des Gasbrenners ist der Porenbrenner, der Gas oder verdampfte brennbare Flüssigkeiten unter Verwendung von Katalysatoren verbrennt, wobei die Verbrennung bei geringeren Temperaturen möglich ist. Ein Vorteil ist, dass damit weniger Stickoxide aus der Reaktion des Luftstickstoffs mit Luftsauerstoff entstehen und aus den vermiedenen Bildungsenthalpien trotzdem eine höhere Wärmeausbeute resultiert.

### Feuerung für flüssige Brennstoffe
Zu den flüssigen Brennstoffen gehören im Wesentlichen die aus der Rohöldestillation gewonnenen Heizöle, deren Qualitäten in der DIN 51603 genormt sind. Zu dieser Gruppe gehören aber auch Ethanol, Methanol sowie pflanzlich gewonnene Bioöle (z. B. Biodiesel), Stearinöl, Tierfett oder gebrauchtes Frittierfett. Die stark gestiegenen Energiepreise haben die energetische Nutzung dieser Ersatzstoffe rentabel gemacht; die Verfahrenstechnik hat große Fortschritte gemacht.
In den 1960er Jahren setzte sich Heizöl als Brennstoff für kleinere und mittlere Feuerungen durch. Sein direkter Konkurrent war das Erdgas; sein spezifischer Energiepreis lag lange Zeit etwas höher.
Beim Einsatz von Heizöl in Feuerungen fällt im Vergleich zur Gasfeuerung zusätzlicher Aufwand für die Heizöllagerung an. Soweit kein strenger Frost auftritt, ist die Lagerung und Förderung von Heizöl EL (extraleicht) unproblematisch. Bei Temperaturen unter −15 °C kann Paraffin aus dem Heizöl ausflocken und die Förderung und Verdüsung behindern.
Wesentlich preisgünstiger als die extraleichte Qualität ist schweres Heizöl, kurz Heizöl S. Bei Umgebungstemperatur ist das Heizöl S sehr viskos und nicht pumpfähig. Es muss daher im Tank beheizt werden und die Rohrleitungen müssen mit einer Begleitbeheizung ausgerüstet sein. Die Ersatzbrennstoffe Tierfett und Frittierfett haben ein ähnliches Viskositätsverhalten und der Aufwand für die Beheizung ist der gleiche.
Feuerungen für Heizöl EL mit Feuerungswärmeleistungen bis 20 MW unterliegen der Verordnung für kleine und mittlere Feuerungsanlagen (1. BImSchV). Die zulässige Emission von Stickstoffoxiden ist begrenzt auf 180–250 mg/m³ Abgas in Abhängigkeit von der Leistung bzw. der Betriebstemperatur des Kessels. Der anfallende Ruß wird über die Rußzahl bestimmt, diese darf den Wert 1 nicht überschreiten. Maßgebend ist die Ringelmann-Skala, mit der die Schwärzung eines Filterpapiers verglichen wird, durch die eine definierte Abgasmenge gezogen wird. Feuerungsanlagen für Heizöl EL mit einer Feuerungswärmeleistung über 20 MW sowie Feuerungen für schwere Heizölsorten sind genehmigungspflichtig.

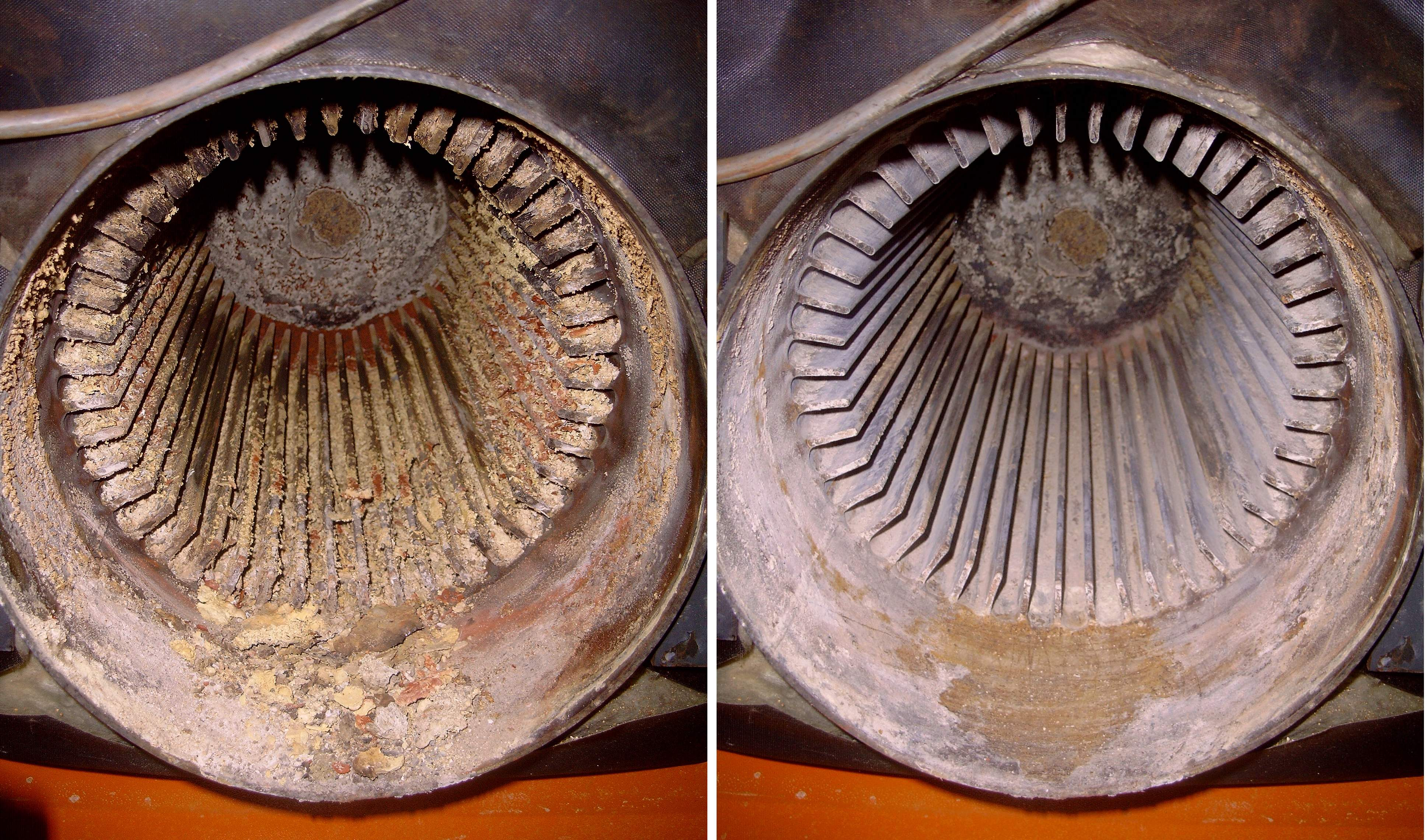
Feuerungsraum eines Ölkessels nach halbjährigem Betrieb (vor und nach der Reinigung)

Der Brennstoff Heizöl EL hat folgende Vorteile:
- Es müssen im Allgemeinen keine besonderen Einrichtungen für die Emissionsbegrenzung eingebaut werden,
- Es kann ein einfach aufgebauter Zerstäubungsbrenner eingesetzt werden,
- Der Betreiber kann den günstigsten Anbieter wählen,
- Bei richtiger Brennereinstellung treten nur geringe Verrußungen und Aschebildung auf.

Bei Verwendung von schwereren Heizölsorten (Heizöl M und Heizöl S) entfallen die Vorteile des Heizöl EL. Aufgrund des chemisch gebundenen Stickstoffs im Brennstoff in die Stickstoffoxidbildung relativ hoch, so dass in der Regel Zusatzstoffe eingesetzt werden müssen, um die Emissionen im zulässigen Bereich zu halten, zum Beispiel durch Eindüsung von Harnstoff (im Fahrzeugbereich als AdBlue bekannt). Es bilden sich größere Staubmengen, so dass der Kessel rauchgasseitig des Öfteren gereinigt werden muss. Zudem ist der Einsatz von schweren Heizölen genehmigungspflichtig. Die schweren Heizölsorten müssen begleitbeheizt werden; austretendes Öl bildet eine schwer zu entfernende klebrige Masse. Der Betrieb dieser Feuerungen ist personalintensiver. Der entscheidende Vorteil gegenüber der Heizölsorte 'extra leicht' ist der deutlich günstigere Preis.

#### Ölbrenner

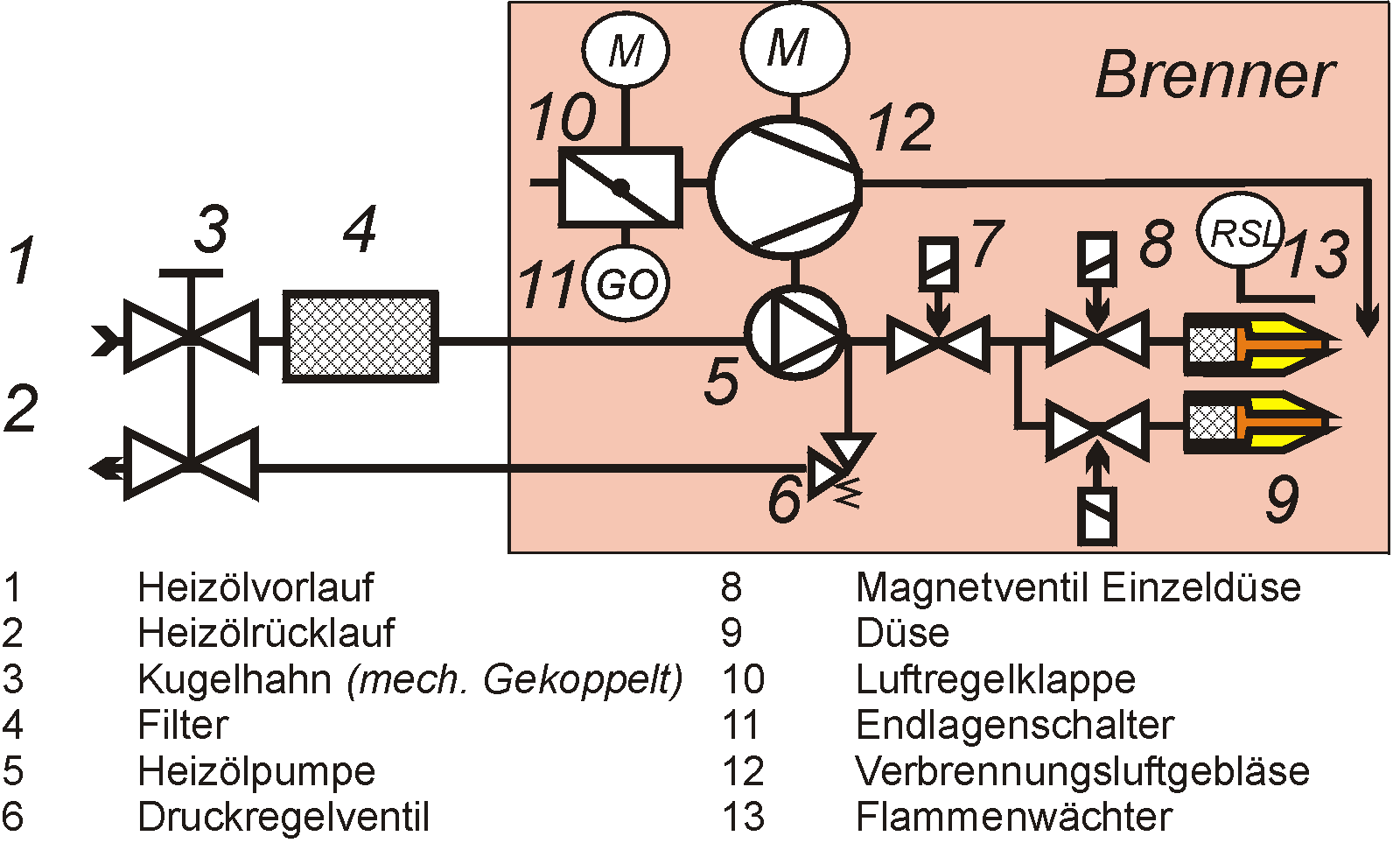
Zweistufiger Ölzerstäubungsbrenner

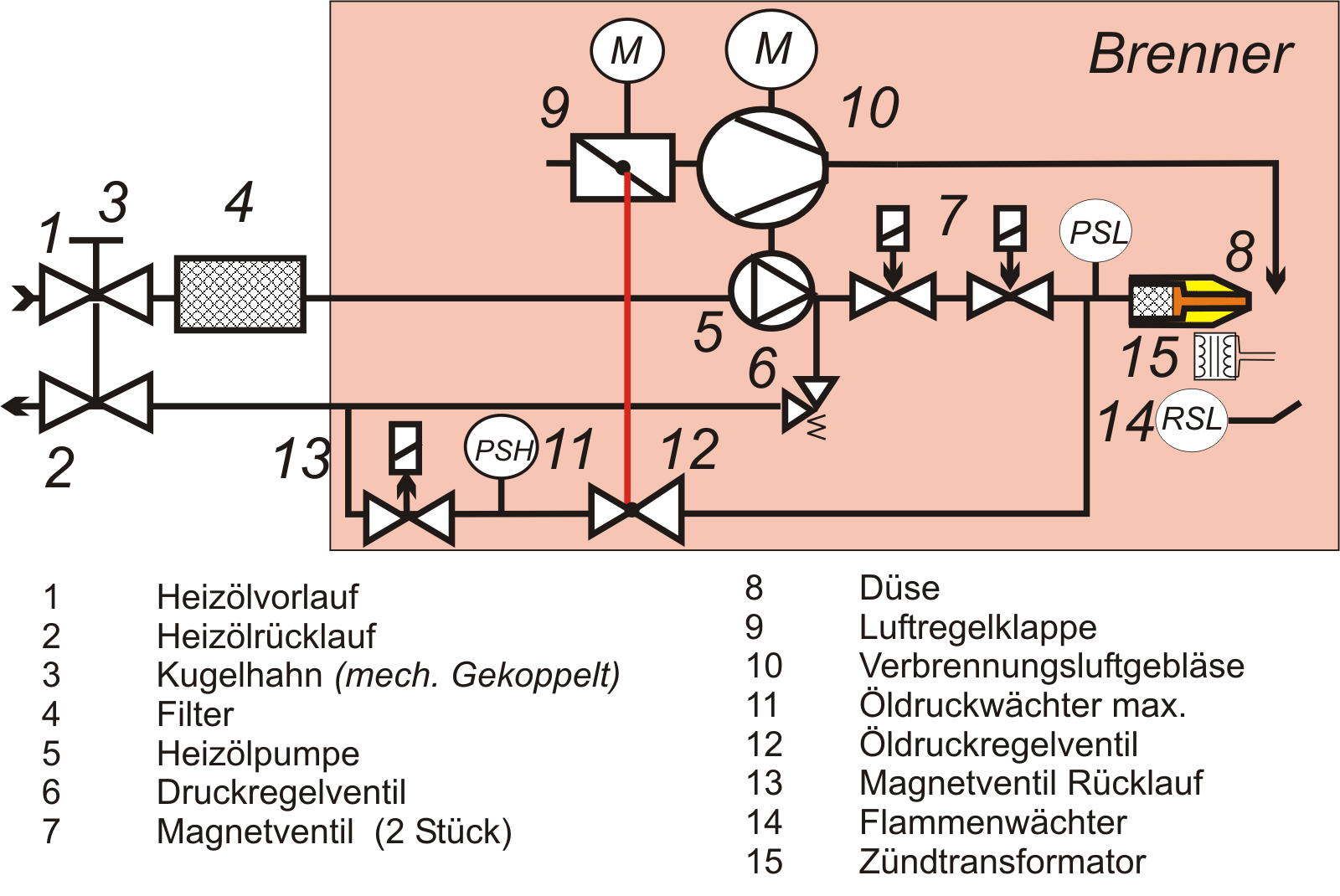
Modulierend betriebener Ölzerstäubungsbrenner

Für Wärmeleistungen bis rund 10 MW werden Monoblockbrenner eingesetzt. Bei diesen ist das Verbrennungsluftgebläse im Brenner integriert. Bei größeren Brennern wird das Gebläse getrennt aufgestellt. Bei Brennern geringer Leistung wird das Heizöl in Kleinlast gezündet. In Anlagen, bei denen Öle verwendet werden, die schwieriger zu zünden sind (zum Beispiel schweres Heizöl), wird ein separater gasbefeuerter Zündbrenner genutzt.
Der flüssige Brennstoff muss im Brennraum möglichst fein zerstäubt werden, um eine große Oberfläche für die Verbrennungsreaktion zu erreichen. Aus Emissionsgründen sollte eine lange Verweilzeit und eine möglichst geringe Verbrennungstemperatur angestrebt werden, um einen guten Ausbrand bei geringer Stickoxidbildung zu erreichen.
Folgende Formen der Zerstäubung werden technisch angewandt:
- Druckzerstäubung,
- Rotationszerstäubung,
- Zerstäubung mittels Zerstäubermedium.

##### Druckzerstäuber
Bei Verwendung der Druckzerstäubung wird das Öl durch eine Düse geleitet. Die Vordrücke liegen bei 6–30 bar; die gesamte Druckenergie wird in Bewegungsenergie umgesetzt. Beim Austritt des Ölstrahls aus der Düse bilden sich feine Öltropfen, die einen großen Reaktionsquerschnitt bilden. Wenn sehr kleine Düsen verwendet werden, zum Beispiel Brenner für Einzelhäuser, sollte auch Heizöl EL angewärmt werden, um die Viskosität zu senken. Für Druckzerstäuber wird eine Viskosität von 1 bis 3 mm2/s gefordert.
Oftmals findet man einen elektrisch beheizten Düsenstock vor. Grund dafür ist, dass dadurch die Viskosität des Heizöls herabgesetzt werden soll, um so eine feinere Zerstäubung zu ermöglichen, was der Effizienz zugutekommt. Gefährdet sind solche Einrichtungen durch feste Bestandteile des letzten Brennzyklus aus dem atmosphärisch offen gelagerten Heizöl (Mikroorganismen im Tank), die bei zuerst kaltem Düsenstock durch dessen Heizung festgebrannt werden, bevor der Ölfluss freigegeben wird. Eine Filterung auf definierte Partikelgrößen (z. B. Maschenweite von 200 µm = 0,2 mm) schafft Abhilfe.
Die Regelung des Brenners kann auf unterschiedliche Weise erfolgen. Beim Stufenbrenner sind mehrere Düsen im Brennerkopf eingebaut. Je nach Leistungsanforderung werden über die Ansteuerung von Magnetventilen Düsen zu- oder abgeschaltet. Es werden Brenner mit bis zu drei Düsen angeboten.
Eine stufenlose Regelung wird als modulierte Regelung bezeichnet. Die Methode wird auch als Rücklaufzerstäubungsbrenner bezeichnet. Technisch umgesetzt wird dies durch ein Regelventil im Heizölrücklauf, das im Verbund mit der Stellung der Verbrennungsluftklappe angesteuert wird. Dies kann als mechanischer Verbund (Hebel- oder Seilzugverbindungen) oder in Form eines elektrischen Verbundes mit Stellventilen ausgeführt sein.

###### Auswahl der Heizöldüsengröße

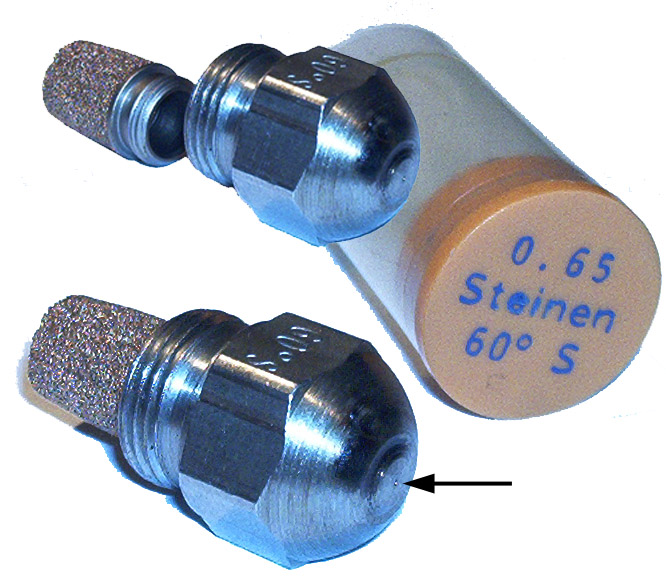
Zerstäuberdüse eines Ölbrenners. Bohrung (Pfeil) für 0,65 USgal/h Durchsatz, Vorfilter aus Messingfritte

Der Heizöl EL-Durchsatz einer Heizöldüse wird in USgal/h (US-Gallonen pro Stunde) angegeben. Eine USgal/h entspricht 3,785 l/h; mit der Dichte von Heizöl EL von 0,84 kg/l wird eine USgal/h zu einem Massenstrom von 3,18 kg/h. Der Wert gilt für einen Öldruck von 100 Pound-force per square inch (PSI), deutsch: Kraftpfund pro Quadratzoll. Das entspricht in etwa 6,89 bar, der Wert wird üblicherweise auf 7 bar aufgerundet. Im Falle eines abweichenden Ölzerstäubungsdrucks kann mit der Bernoullischen Energiegleichung der druckkorrigierte Volumenstrom berechnet werden.
Die Wärmeleistung eines Heizöl-EL-Brenners in kW mit der Angabe des Öldurchsatzes auf der Düse mit der Einheit {\displaystyle \mathrm {USgal/h} } kann gemäß Formel berechnet werden:
{\displaystyle {\dot {Q}}={\dot {V}}_{\text{Öl}}\cdot H_{i}\cdot \eta _{K}\cdot {\sqrt {\frac {p_{\text{Zerst.}}}{7\;\mathrm {bar} }}}}
mit
{\displaystyle {\dot {V}}_{\text{Öl}}} in {\displaystyle \mathrm {USgal/h} } entsprechend der Düsenkennzeichnung
{\displaystyle H_{i}} in {\displaystyle \mathrm {kWh/USgal} }
{\displaystyle p_{\text{Zerst.}}} in {\displaystyle \mathrm {bar} } entsprechend dem eingestellten Pumpendruck.
Der Kesselwirkungsgrad kann in erster Näherung mit {\displaystyle \eta _{K}=0{,}9} eingesetzt werden. Der Heizwert (früher unterer Heizwert) von Heizöl EL beträgt:
{\displaystyle H_{i,{\text{Öl}}}=42{,}9\;\mathrm {\frac {MJ}{kg}} }
und bezogen auf das Volumen:
{\displaystyle H_{i,{\text{Öl}}}=10,0\;\mathrm {\frac {kWh}{l}} =37{,}9\;\mathrm {\frac {kWh}{USgal}} }
Mit diesen Angaben kann für eine vorgegebene Wärmeleistung der Öldurchsatz in {\displaystyle \mathrm {USgal/h} } ermittelt werden, und damit die Düse ausgewählt werden.
Eine Heizöldüse ist neben der Angabe des Durchsatzes bei 7 bar Pumpendruck noch mit der Düsencharakteristik (Vollkegel, Halbvollkegel oder Hohlkegel) und dem Sprühwinkel in Winkelgrad (°) gekennzeichnet.

##### Rotationszerstäuber (Drehzerstäuber)
Die Viskosität des flüssigen Brennstoffes bei Einsatz von Zerstäubungsbrennern muss nicht wie bei Druckzerstäubern im Bereich von 1 bis 3 mm2/s liegen. Sonderbrennstoffe haben meistens keine definierten Qualitäten, so dass der Brennstoffdurchsatz chargenabhängig ist. Wenn diese Stoffe verfeuert werden, sind die Grenzen der Druckzerstäubung erreicht.
Der Drehzerstäuber ist eine Zerstäubungsmethode, um diese problematischeren Stoffe zu verfeuern. Bei diesen Zerstäubern wird der flüssige Brennstoff bei geringem Druck über einen Verteiler auf die Innenfläche eines horizontal angeordneten und schnell rotierenden Bechers geleitet. Der Becher weitet sich zum Feuerungsraum hinauf, so dass das Öl angetrieben durch die Zentrifugalkraft zum Becherauslauf strömt. Der am Becherende abreißende Ölfilm führt zur Bildung von feinen Öltröpfchen, die mit dem Drall in den Feuerungsraum verdüst werden. Ein Teil der Zerstäuberluft wird in den Becher geleitet, der andere Teil strömt in einem Ringspalt um den Becher. Durch die Zugabe und Verteilung der Zerstäuberluft wird das Flammenbild beeinflusst.
Der Vorteil des Drehzerstäubers ist die Unabhängigkeit von den Viskositätseigenschaften des Brennstoffes. Die Rotation des Bechers muss überwacht werden, da sonst die schadstoffarme Verbrennung nicht gewährleistet ist (Bildung von CO und Ruß). Es wird ein Druckwächter eingesetzt, über den der Differenzdruck am Rotationsbecher bestimmt wird. Beim Unterschreiten des Grenzwertes wird die Feuerung abgeschaltet.

##### Zerstäuber mit Zerstäubermedien (Injektionszerstäuber)
Wenn flüssige Brennstoffe mit einem Zerstäubungsmedium verfeuert werden, spricht man auch von einem Injektionszerstäuber. Der flüssige Brennstoff wird mit relativ hohem Vordruck einer Düse zugeleitet. In der Düse wird das Zerstäubermedium, meistens Druckluft oder Wasserdampf, eingeleitet.
Wasserdampf wird besonders bei größeren Brennern als Zerstäubungsmedium eingesetzt. Der Vorteil ist die hohe Temperatur des Dampfes, der die Viskosität des Brennstoffes herabsetzt. Es muss rund 5–10 % der Brennstoffmenge als Dampf verwendet werden. Dampfzerstäuber haben einen günstigen Einfluss auf die Reduzierung der Stickstoffoxidbildung, da der Wasserdampf die Flamme kühlt. Der Wasserdampf dissoziiert teilweise, und das Sauerstoffradikal reagiert mit dem Kohlenstoff des Brennstoffes, so dass sich im Flammenkern zuerst Kohlenstoffmonoxid bildet. Somit können sich weniger Kohlenstoffpartikel bilden, die für die starke Strahlung von Ölflammen verantwortlich sind. Die Flamme gibt weniger Energie durch Strahlung ab; somit bleibt das Abgas heißer im Vergleich zu anderen Zerstäubungsmethoden.

### Feststofffeuerungen
Feststofffeuerungen können einerseits nach dem eingesetzten Brennstoff und nach dem Feuerungsverfahren unterschieden werden. Das geeignete Feuerungsverfahren hängt von der Aufbereitung des Brennstoffes ab.

#### Rostfeuerung
Die Rostfeuerung wird für stückige Brennstoffe (gasreiche Steinkohle, Holzhackschnitzel) eingesetzt. Der Einsatzbereich der Rostfeuerung reicht von Zimmeröfen bis zu den automatischen Rostfeuerungen wie Wanderroste, Schüttelroste oder Treppenrosten. Bei diesen Anlagen wird Primärluft durch den Rost und Sekundärluft zur Nachverbrennung aufgegeben. Die Luftmenge kann meistens zonenabhängig eingestellt werden.
Eine Weiterentwicklung war durch die besonderen Anforderungen bei der Müllverbrennung notwendig, da bei diesem Brennstoff der Heizwert niedrig ist, die Zusammensetzung heterogen und der Brennstoff selber oft feucht ist. Eingesetzt werden hier Walzenroste oder Schürroste. Beim Schürrost ist der Rost starr, aber es können einzelne Roststäbe oder Stabreihen bewegt werden.

#### Retortenfeuerung
Die Retortenfeuerung ist eine häufig bei der Kohleverbrennung anzutreffende Feuerungsart; sie lässt sich jedoch auch für zahlreiche Brennstoffe, wie Pellets oder Getreide, verwenden. Der Brennstoff wird mit einer Schnecke getaktet von unten in die Retorte verbracht. Abbrand und Leistung wird durch ein Gebläse reguliert, das am Austritt des Brennstoffes aus der Retorte einbläst. Anschließend bildet der Brennstoff einen Haufen auf der Retorte. Bei optimaler Feuerung fällt die komplett verbrannte Asche am Ende des Vorgangs vom Rand der Retorte, in einen Aschekasten.

#### Wirbelschichtfeuerung
Bei der Wirbelschichtfeuerung wird der zerkleinerte Brennstoff fluidisiert und die Verbrennung erfolgt in einer Wirbelschicht.

#### Staubfeuerung
Bei der Staubfeuerung wird ein homogener Brennstoff (Steinkohle, Braunkohle, Holzstaub) in einer Kohlemühle gemahlen und über Staubbrenner in den Feuerraum eingeblasen. Der Holzstaub liegt meist als Abfallprodukt der Holzverarbeitung vor.
Eine Variante der Staubfeuerung ist die Schmelzkammerfeuerung. Durch die besondere Form des Brennraumes werden sehr hohe Schlackentemperaturen erreicht, so dass die Schlacke flüssig bleibt und entsprechende Ausbildung des Austrages durch das natürliche Gefälle in den Entschlacker fließt.

## Optimierung der Feuerung
Aufgrund steigender Brennstoffpreise wurden Techniken zur Optimierung von Feuerungen und zur Steigerung des Wirkungsgrades und zur Nutzung minderwertiger billiger Brennstoffe (mit hohen Wasser- oder Schadstoffgehalten) entwickelt.

### Optimierung der Brennstoffe
Eine Optimierung der Brennstoffe geschieht beispielsweise durch:
- Reduktion des Schwefelgehalts von Heizöl
- Abgabe von kammergetrocknetem Scheitholz
- Herstellung von Holzpellets mit genau definierten Eigenschaften (Wassergehalt)

### Optimierung der Brenner
Es wird angestrebt, die Bildung von Schadstoffen wie Kohlenmonoxid und Stickoxiden bei der Verbrennung zu reduzieren.  Dies geschieht durch eine Reduzierung des Luftüberschusses bis kurz über dem stöchiometrischen Verhältnis λ = 1. Seit den 1980er Jahren werden Lambda-Sonden eingesetzt, über die eine Feinregelung der Luftmenge erfolgt. Durch die Vorgabe eines definierten Luftüberschusses können so Schwankungen, die durch temperaturbedingte Dichteunterschiede der Verbrennungsluft und gegebenenfalls des Brenngases sowie mechanisches Spiel in der Ansteuerung der Brennstoffregelventile hervorgerufen werden, kompensiert werden. Die ersten Lambdasonden waren recht störanfällig.
In den 2010er-Jahren sind modifizierte Zirkoniumdioxidsonden für den Einsatz an Gasfeuerungen auf den Markt gekommen, die gegenüber unverbrannten Bestandteilen wie Kohlenmonoxid und Wasserstoff empfindlich sind und eine steile Kennlinie beim Anstieg des CO-Gehaltes aufweisen. Der elektronische Feuerungsmanager reduziert die Verbrennungsluft so weit, bis der charakteristische CO-Anstieg einsetzt. Während bei Verwendung von Sauerstoffsonden der Luftüberschuss auf etwa λ = 1,025 reduziert wird, kann bei Einsatz der CO-Sonde in Abhängigkeit von der Geometrie des Feuerungsraumes und der Flammenausbildung ein λ = 1,005 bis 1,008 erzielt werden.

### Verbesserung des Wärmeüberganges und Nutzung der Kondensationsenthalpie
Eine Verbesserung des Wärmeüberganges in einem Heizkessel wird durch die Erniedrigung der Abgastemperatur und weitgehende Abkühlung des Abgases erreicht. Die Brennwerttechnologie ermöglicht die Nutzung der bei der Kondensation des Wasserdampfs freiwerdenden Kondensationsenthalpie aus dem Abgas. Auch bei industriellen Dampfkesseln werden standardmäßig Speisewasservorwärmer (Eco) sowie gegebenenfalls Vorwärmer für Zusatzwasser oder Verbrennungsluft (Luvo) verwendet.

## Sicherheitseinrichtungen

### Feuerungen an Dampf- und Heizkesseln
Bei der Zuführung von Brennstoffen zur Feuerung müssen die sicherheitsrelevanten Parameter eingehalten werden. Das sichere Zünden des Brennstoffes und die Überwachung der Flamme während des Betriebes sind sicherheitsrelevante Kriterien, um eine Verpuffung mit gravierenden Schäden zu verhindern. Wenn die Brennstoffzuführung automatisch erfolgt, dann muss die Brennstoffaufgabe sicher unterbrochen werden, wenn ein Sicherheitskriterium der Kesselanlage (zum Beispiel Wassermangel) anspricht.
Bei einem mit Festbrennstoff befeuerten Kessel bewirkt eine Thermische Ablaufsicherung, dass bei einer unzulässig hohen Vorlauftemperatur mit der Gefahr des Ausdampfens des Wärmeträgers kaltes Trinkwasser zumeist über einen Wärmetauscher in den Wärmeträgerkreis einspeist wird. Das erhitzte Wasser wird zumeist in die Kanalisation abgeleitet.

### Feuerungen für gasförmige oder flüssige Brennstoffe
Durch Mängel an Feuerungen können Verpuffungen auftreten. Besonders gefährlich ist eine Gasansammlung im Feuerungsraum. Bei einem unkontrolliert reagierendem stöchiometrischen Gas-Luft-Gemisch kann ein Explosionsdruck von maximal 8 bar auftreten, der den Verbrennungsraum und die Abgaswege zerstören kann.

#### Flammenwächter
Der Flammenwächter – auch als Flammenfühler bezeichnet – hat die Funktion, die Ausbildung der Flamme zu überwachen. Für Öl- und Gasfeuerungen können UV-Fotodioden verwendet werden, deren Signal verstärkt wird. Aufgrund der hohen Temperatur in der Flamme ist das Gas teilweise ionisiert und es hat somit eine messbare elektrische Leitfähigkeit. Bei Gasfeuerungen macht man sich dies zunutze, indem ein isolierter Wolframstab in die Flamme geführt wird und der Strom gegen die Brennermasse gemessen wird.

#### Feuerungsautomat

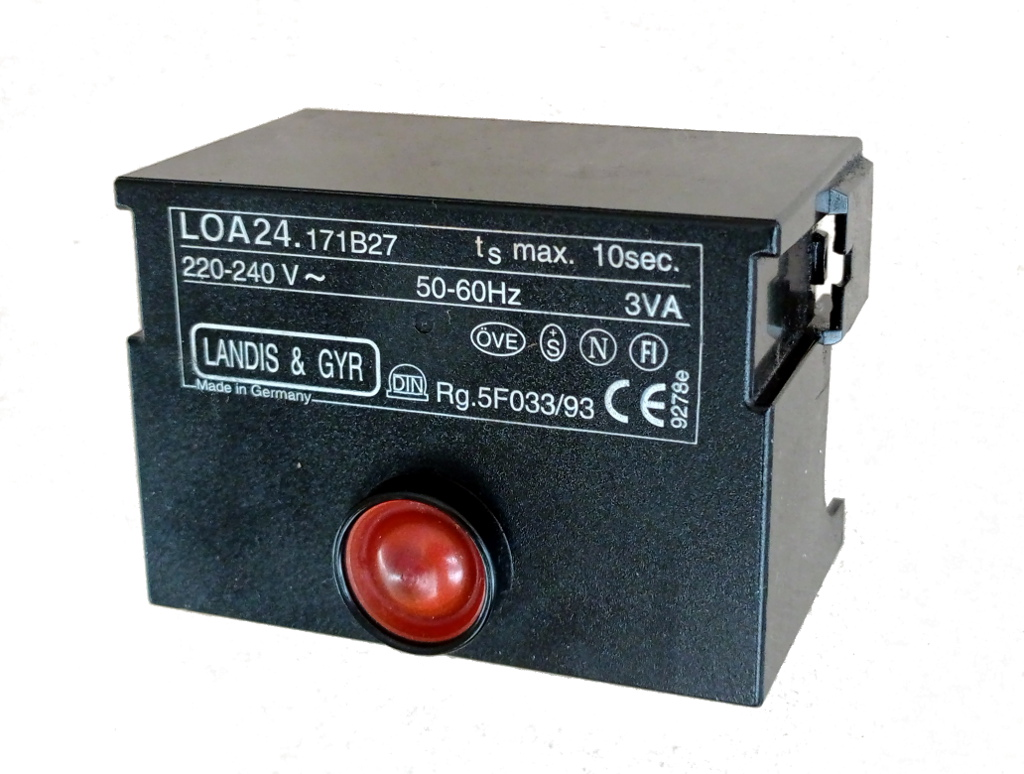
Feuerungsautomat für Ölbrenner (hergestellt um 1997)

Die Steuerung von Gas- und Ölbrennern erfolgt über einen Feuerungsautomaten, der folgende Funktionen beinhaltet:
- Schließen der Sicherheits-Schnellschlussventile für den Brennstoff bei Ansprechen eines sicherheitsrelevanten Begrenzers (zum Beispiel Wassermangel, Überdruck) oder Betätigung des Notaus-Tasters,
- Einhalten und Überwachung der Vorbelüftung, um unverbrannte Gase aus dem Kessel zu spülen,
- Der Flammenwächter wird an den Feuerungsautomat angeschlossen. Bei Ausfall der Flamme müssen innerhalb einer vorgegebenen Sicherheitszeit die Sicherheits-Schnellschlussventile für den Brennstoff geschlossen werden.
- Die Druckwächter für Gasdruck-min und Verbrennungsluft-min sind auf den Feuerungsautomaten aufgeschaltet. Bei unzureichendem Druck müssen die Sicherheits-Schnellschlussventile geschlossen werden.

Der Feuerungsautomat überwacht sicherheitsrelevante Funktionen. Eine Brennstofffreigabe bei ausgefallener Flamme hat zur Folge, dass der gesamte Rauchgasraum eines Kessels mit einem explosionsfähigen Gas-Luft-Gemisch gefüllt ist. Ein Wiederzünden zu dem Zeitpunkt hat eine Verpuffung und möglicherweise Zerstörung des Kessels zur Folge. Daher muss der Feuerungsautomat bauteilgeprüft sein oder einer Einzelprüfung unterzogen werden. Feuerungsautomaten für Gas werden nach der EG-Richtlinie über Gasverbrauchseinrichtungen 90/396/EWG geprüft und tragen das zugewiesene CE-Zeichen.
Feuerungsautomaten wurden bis zum Anfang der 2000er Jahre vorzugsweise als elektromechanische Bauteile ausgeführt, die über eine Rollensteuerung verfügten, über die die Brennstoffventile, Verbrennungsluftgebläse und ggf. die Ölförderpumpe angesteuert werden. Für aufwändigere Anlagen wurden Relaissteuerungen verwendet, die teilweise redundant ausgeführt werden mussten, um den Sicherheitsanforderungen zu genügen. Für größere Anlagen, die zur energetischen Optimierung mit einer elektronischen Verbundregelung und ggf. mit einer Sauerstoffoptimierung ausgerüstet sind, werden mittlerweile elektronische fehlersichere Steuerungen mit Mikroprozessoren verwendet, die eine Vielzahl von Parametrierungen zulassen. Für diese Geräte hat sich der Begriff Feuerungsmanager durchgesetzt.
Für Großwasserraumkessel, die nach der europäisch harmonisierten EN-Norm ausgerüstet werden, muss die Anforderungen an Feuerungsanlagen für flüssige und gasförmige Brennstoff für den Kessel (EN 12953-7) eingehalten werden.

### Geschichte
Anordnungen unter Pfalzgraf Karl IV. aus dem Jahr 1772 dienten auch der Verhütung eines Brandes im Zusammenhang mit häuslichen Feuerstätten. Nach gleichzeitigen Bauvorschriften durften keine Holzschornsteine mehr errichtet, keine hölzernen Schläuche mehr eingebaut werden, die den Rauch der Feuerstätte zum Kamin zu leiten hatten, wie es auch untersagt wurde, Ofenrohre zum Fenster hinauszuführen.